# Djaksa
Een djaksa (Indonesische spelling na 1972: jaksa) in Nederlands-Indië was een inlandse officier van justitie in dienst van het Openbaar Ministerie bij de inlandse rechtbanken.  Als de djaksa in een hoofdplaats van een residentie was gevestigd voerde hij de titel hoofd-djaksa en djaksa als hij elders was gevestigd. Aan alle hoofd-djaksa's en djaksa's werden adjunct-djaksa's toegevoegd, die hen altijd konden vervangen.
Wat hun status betreft behoorden ze tot de inlandse hoofden. Ze werden door de gouverneur-generaal benoemd en vielen onder de Europese rechtbanken.